# Show 60 Anos
Show 60 Anos foi um especial de televisão da TV Globo, exibido no dia 28 de abril de 2025. O evento comemorou os 60 anos da emissora e os 100 anos do Grupo Globo, reunindo um elenco estrelado, grandes números musicais e momentos marcantes da história da televisão brasileira.

## Antecedentes
Em comemoração ao seu 60.° aniversário, a TV Globo preparou 60 horas de programação especial inédita, incluindo diversas atrações comemorativas além do tradicional show especial. A maratona contou com:
- Vídeo Show - Especial: Sob a direção de Dani Gleiser, o programa retornou em formato especial, abrindo a maratona de 60 horas de celebração. A apresentação contou com a reunião de ex-apresentadores como Miguel Falabella, Cissa Guimarães, André Marques, Angélica, Otaviano Costa, Monica Iozzi e Joaquim Lopes.[3]

- Globo Repórter: Apresentado por Sandra Annenberg, o jornalístico exibiu uma edição especial dedicada aos 60 anos da emissora, explorando sua linha do tempo e apresentando histórias de bastidores, além dos desafios que moldaram a TV Globo ao longo das seis décadas.

- Vídeo Game - Especial: Inicialmente previsto para ir ao ar dentro do especial Vídeo Show no dia 25 de abril de 2025, o programa acabou ganhando edição própria e foi exibido como atração independente no sábado, dia 26, na faixa vespertina. A edição especial contou com a participação de Xuxa Meneghel e Fábio Porchat como concorrentes do game.[4]

- Glória: A trajetória da jornalista Glória Maria, falecida em 2023, foi tema de documentário. Dividida em quatro episódios, a série resgatou momentos marcantes da carreira da repórter e contou com depoimentos de personalidades como Pedro Bial, Fátima Bernardes, Maju Coutinho, Djavan, Mano Brown, Emicida e Maria Bethânia.[5]

- Programas tradicionais da emissora, como É de Casa, Altas Horas, Domingão com Huck e Caldeirão com Mion, também ganharam edições especiais comemorativas, relembrando momentos históricos e trazendo convidados especiais para celebrar os festejos.

- As novelas também fizeram parte da programação comemorativa. Na faixa das 18h, o ator Tony Ramos faz uma participação especial em Garota do Momento, interpretando o fundador da emissora, o jornalista Roberto Marinho. Já na faixa das 19h, no sábado, foi exibido o último capítulo de  Volta por Cima e no dia 28, a emissora deu sequência às comemorações com a estreia da nova novela das sete, Dona de Mim.[6][7]

- Dois telefilmes inéditos foram produzidos especialmente para a data. Coisa de Novela, com roteiro de Lívia Leite, Renata Andrade e Thais Pontes com direção de Manuh Fontes. Fábrica de Sonhos, com direção de Patricia Pedrosa e Guel Arraes e roteiro de Jorge Furtado.[8][9] Ambas as produções foram exibidas na Sessão da Tarde.

## Conceito
O Show 60 Anos foi um espetáculo que contou com mais de 400 artistas e personalidades que marcaram a trajetória da emissora. O evento trouxe:
- Números musicais com performances de artistas brasileiros de destaque.
- Encontros inéditos entre personagens que marcaram a dramaturgia da emissora.
- Revival de cenas emblemáticas de novelas e programas da emissora.
- Passagens inéditas.

## Elenco
O especial reuniu um grande time de artistas e personalidades da história da televisão brasileira:

### Esportes
Apresentador do quadro: Luís Roberto.
Futebol
| Atleta     | Representatividade                                                         |
| ---------- | -------------------------------------------------------------------------- |
| Júnior     | Jogador das Copas do Mundo de 1982, 1986 e comentarista                    |
| Jairzinho  | Jogador das Copas do Mundo de 1970 e 1974                                  |
| Bebeto     | Jogador das Copas do Mundo de 1990, 1994 e 1998                            |
| Dunga      | Jogador das Copas do Mundo de 1990, 1994, 1998 e treinador na Copa de 2010 |
| Cafu       | Jogador das Copas do Mundo de 1994, 1998 e 2002                            |
| Denílson   | Jogador das Copas do Mundo de 1998, 2002 e comentarista                    |
| Ricardinho | Jogador da Copa do Mundo de 2002 e comentarista                            |
| Formiga    | Jogadora de 7 edições de Copa do Mundo e 7 edições Olímpicas               |

Ginástica artística 
| Atleta            | Representatividade                                                                  |
| ----------------- | ----------------------------------------------------------------------------------- |
| Daiane dos Santos | Campeã do Mundial de Ginástica Artística de 2003 e comentarista                     |
| Flávia Saraiva    | Medalhistas nos Jogos Olímpicos de 2024                                             |
| Jade Barbosa      | Medalhistas nos Jogos Olímpicos de 2024                                             |
| Júlia Soares      | Medalhistas nos Jogos Olímpicos de 2024                                             |
| Lorrane Oliveira  | Medalhistas nos Jogos Olímpicos de 2024                                             |
| Rebeca Andrade    | Medalhistas nos Jogos Olímpicos de 2024                                             |
| Arthur Zanetti    | Medalhista nos Jogos Olímpicos de 2012 e nos Jogos Olímpicos 2016                   |
| Diego Hypólito    | Medalhista nos Jogos Olímpicos de 2016 e participante do Big Brother Brasil 25      |
| Daniele Hypólito  | Medalhista nos Jogos Pan-Americanos de 2007 e participante do Big Brother Brasil 25 |

Paraolimpíadas
| Atleta          | Representatividade |
| --------------- | ------------------ |
| Clodoaldo Silva | Natação            |
| Gabrielzinho    | Natação            |

Outras modalidades
| Atleta                     | Modalidade        |
| -------------------------- | ----------------- |
| Nalbert Bitencourt         | Voleibol          |
| Giovane Gávio              | Voleibol          |
| Fabiana Alvim              | Voleibol          |
| Paula Pequeno              | Voleibol          |
| Zé Roberto Guimarães       | Voleibol          |
| Alison Cerutti             | Voleibol de Praia |
| Emanuel Rego               | Voleibol de Praia |
| Jaqueline Silva            | Voleibol de Praia |
| Ana Patrícia Ramos         | Voleibol de Praia |
| Duda Lisboa                | Voleibol de Praia |
| Hortência Marcari          | Basquete          |
| Beatriz Ferreira           | Boxe              |
| Maurren Maggi              | Atletismo         |
| Vanderlei Cordeiro de Lima | Atletismo         |
| Isaquias Queiroz           | Canoagem          |
| Bruno Fratus               | Natação           |
| Torben Grael               | Vela              |
| Lars Grael                 | Vela              |
| Rogério Sampaio            | Judô              |
| Flávio Canto               | Judô              |
| Beatriz Souza              | Judô              |

### Música
Apresentadores que deram início ao evento e ao quadro: Renata Vasconcellos e William Bonner.
| Artista                   | Canções                                                   |
| ------------------------- | --------------------------------------------------------- |
| Ivete Sangalo             | "Erva Venenosa" de Cobras & Lagartos                      |
| Roupa Nova                | "Dona" de Roque Santeiro                                  |
| Roberto Carlos            | "Emoções" / "Eu Quero Apenas", de Roberto Carlos Especial |
| Angélica                  | "Fada Bela" / "Dança da Fadinha" de Caça Talentos         |
| Xuxa                      | "Ilariê" de Xou da Xuxa                                   |
| MC Cabelinho              | "Vai dar Certo" de Vai na Fé                              |
| Negra Li                  | "Vai dar Certo" de Vai na Fé                              |
| Iza                       | "Modinha Para Gabriela" de Gabriela                       |
| Fábio Jr.                 | "Alma Gêmea" de Alma Gêmea                                |
| As Frenéticas             | "Dancin' Days" de Dancin' Days                            |
| Gilberto Gil              | "Sítio do Picapau Amarelo" de Sítio do Picapau Amarelo    |
| Regina Duarte             | "Teletema" de Véu de Noiva                                |
| Cláudia Ohana             | "Noite Preta" de Vamp                                     |
| Lulu Santos               | "Assim Caminha a Humanidade" de Malhação                  |
| Zeca Pagodinho            | "Coração em Desalinho" de Insensato Coração               |
| Sandy e Junior            | "Eu Acho Que Pirei" de Sandy & Junior                     |
| Paulinho da Viola         | "Pecado Capital" de Pecado Capital (1975)                 |
| Alexandre Pires           | "Pecado Capital" de Pecado Capital (1998)                 |
| João Gomes                | "Canção da América" de América                            |
| Fafá de Belém             | "Canção da América" de América                            |
| Péricles                  | "Um Novo Tempo" de Vinheta de fim de ano                  |
| Daniel                    | "Um Novo Tempo" de Vinheta de fim de ano                  |
| Ana Castela               | "Nosso Quadro" de Amigas                                  |
| Lauana Prado              | "Escrito nas Estrelas" de Festival dos Festivais          |
| Maiara & Maraisa          | "Medo Bobo" de Amor de Mãe                                |
| Simone Mendes             | "Erro Gostoso" de Amigas                                  |
| Zezé Di Camargo & Luciano | "É o Amor" de 2 Filhos de Francisco                       |
| Chitãozinho & Xororó      | "Evidências" de A Dona do Pedaço, Travessia e Aruanas     |
| Amigos & Amigas           | "Disparada" de Paraíso e Pantanal                         |

### Humor
Apresentadores do quadro: Tatá Werneck, Fábio Porchat e Paulo Vieira, interpretando respectivamente Praga, Dengue e Marlene Mattos de Xou da Xuxa. Homenageando, entre outros, os comediantes e humoristas Chico Anysio, Jô Soares, Francisco Milani, Rogério Cardoso, Dercy Gonçalves, Nair Bello, Luis Carlos Tourinho, Agildo Ribeiro, Paulo Silvino e Paulo Gustavo.
| Artista           | Personagem                                        |
| ----------------- | ------------------------------------------------- |
| Miguel Falabella  | Caco Antibes de Sai de Baixo                      |
| Marisa Orth       | Magda Mathias de Sai de Baixo                     |
| Heloísa Périssé   | Tati de Escolinha do Professor Raimundo           |
| Ingrid Guimarães  | Leandra Borges de Zorra Total                     |
| Renato Aragão     | Didi de Os Trapalhões                             |
| Dedé Santana      | Dedé de Os Trapalhões                             |
| Guta Stresser     | Bebel Carrara de A Grande Família                 |
| Lúcio Mauro Filho | Tuco Silva de A Grande Família                    |
| Dira Paes         | Solineuza de A Diarista                           |
| Tom Cavalcante    | João Canabrava de Escolinha do Professor Raimundo |
| Rodrigo Sant'Anna | Valéria Vasques de Zorra Total                    |
| Eliezer Motta     | Seu Batista de Viva o Gordo                       |
| Hélio de la Peña  | Chicória Maria de Casseta & Planeta, Urgente!     |
| Cláudio Manuel    | Seu Creysson de Casseta & Planeta, Urgente!       |

### Dramaturgia
Encontro das Vilãs
Apresentadores do quadro: Luciano Huck e Marcos Mion.
| Artista           | Personagem                           |
| ----------------- | ------------------------------------ |
| Adriana Esteves   | Carminha de Avenida Brasil           |
| Joana Fomm        | Perpétua Esteves de Tieta            |
| Susana Vieira     | Branca Letícia de Por Amor           |
| Flávia Alessandra | Cristina de Alma Gêmea               |
| Renata Sorrah     | Nazaré Tedesco de Senhora do Destino |
| Glória Pires      | Raquel de Mulheres de Areia          |
| Letícia Colin     | Vanessa de Todas as Flores           |
| Lilia Cabral      | Maristela de Garota do Momento       |
| Cauã Reymond      | César Ribeiro de Vale Tudo           |

Novelas
| Artista            | Personagem                                             |
| ------------------ | ------------------------------------------------------ |
| Rodrigo Lombardi   | Ele mesmo                                              |
| Eduardo Moscovis   | Carlão de Pecado Capital 1998                          |
| Francisco Cuoco    | Carlão de Pecado Capital 1975                          |
| Camila Pitanga     | Bebel de Paraíso Tropical                              |
| Claudia Raia       | Tancinha de Sassaricando                               |
| Regina Duarte      | Andréa / Roberta / Maria Célia de Véu de Noiva         |
| Cláudia Ohana      | Natasha de Vamp                                        |
| Ney Latorraca      | Vlad de Vamp                                           |
| Marcos Pasquim     | Dom Pedro I de Quinto dos Infernos                     |
| Isadora Cruz       | Roxelle de Volta por Cima                              |
| Sheron Menezes     | Sol de Vai na Fé                                       |
| Giovana Cordeiro   | Xaviera Buckminster de Mar do Sertão e No Rancho Fundo |
| Mariana Ximenes    | Ana Francisca de Chocolate com Pimenta                 |
| Rainer Cadete      | Visky de Verdades Secretas e Verdades Secretas II      |
| Camila Queiroz     | Angel de Verdades Secretas e Verdades Secretas II      |
| Sérgio Guizé       | Candinho de Êta Mundo Bom! e Êta Mundo Melhor!         |
| Eduardo Sterblitch | Alfredo Honório de Garota do Momento                   |
| Fábio Assunção     | Juliano de Garota do Momento                           |
| Deborah Secco      | Sol de América                                         |
| Solange Couto      | Dona Jura de O Clone                                   |
| Tony Ramos         | Roberto Marinho                                        |

Teleséries
| Artista          | Personagem            |
| ---------------- | --------------------- |
| Antonio Fagundes | Pedro de Carga Pesada |
| Stênio Garcia    | Bino de Carga Pesada  |

## Produção
A direção artística ficou a cargo de Antonia Prado, enquanto Monica Almeida assumiu a direção de gênero. A cenografia foi assinada por Nathan Paul Taylor, que já trabalhou com artistas como Bruno Mars, Maroon 5, John Mayer e One Direction.
O especial foi uma mistura de apresentações ao vivo e quadros pré-gravados nos Estúdios Globo, no Rio de Janeiro.

## Repercussão

### Audiência
O especial rendeu 15,6 pontos mesmo sendo exibido das 22h25 ás 0h57, conforme os dados consolidados do Kantar IBOPE Media na Região Metropolitana de São Paulo, se tornando um dos maiores índices da linha de shows numa segunda-feira desde a exibição de Tempo na Tela Quente. No Rio de Janeiro, a média foi de 20 pontos, maior índice desde a transmissão do jogo entre Brasil e Costa Rica pela Copa América de 2024.
Devido a grande repercussão e atendendo a um apelo do público, o show ganhou uma reprise na tarde de sexta-feira, 2 de maio, suspendendo a exibição da reprise de História de Amor e o filme Velozes e Furiosos 4 na Sessão da Tarde.

### Críticas
O especial rendeu vários elogios do público pelas apresentações e aparições de nomes históricos da emissora, com o Encontro de Vilãs sendo o momento mais comentado da festa, principalmente pela aparição de Carminha (Adriana Esteves) que rendeu até mesmo o delírio do público na Farmasi Arena.